# Споменик Вуку Караџићу (Лозница)
Споменик Вуку Караџићу у Лозници, налази се у градском парку, подигнут је 1964. године.
Споменик је рад вајара Миодрага Живковића, урађен од белог мермера.